# 坎普斯阿尔图斯
坎普斯阿尔图斯是巴西米纳斯吉拉斯州的一个市镇。总面积719.121平方公里，总人口13184人，人口密度18.3人/平方公里。